# Skyscraper (sång)
"Skyscraper" är en sång av den amerikanska skådespelaren, sångaren och låtskrivaren Demi Lovato. Det är den första singeln från hens tredje studioalbum Unbroken. Sången skrevs av Toby Gad, Kerli Kõiv och Lindy Robbins och producerades av Gad. Sången hade premiär i Ryan Seacrests radioprogram den 12 juli, och släpptes digitalt samma dag. Bara några timmar efter releasen så hade sången redan hunnit placerats som #1 på iTunes Stores topplista.

## Bakgrund
Efter Lovatos tid i rehab tillkännagav hen att hen skulle släppa nytt material under de kommande månaderna. Efter ett par veckor och tunga förväntningar av nytt material, så avslöjade Lovato att hens kommande singel gick under titeln Skyscraper och att den skulle släppas inom de kommande veckorna. Sången skrevs från början av Toby Gad, Kerli Kõiv och Lindy Robbins, tänkt för Kerli's album. Albumomslaget för singeln avslöjades på olika internetsidor innan Lovato själv kunde avslöja det senare samma dag via hens Twitter konto. Lovato gav ett första smakprov av låten redan den 8 april 2010 när hen twittrade en textrad från sången.

## Kritiskt mottagande
Sången släpptes till positiv feedback från median. Billboard sa: "Balladen visar 18-åringens skälvande röst när hen sjunger "catching teardrops in my hands," och hens styrka tillåter att behålla den vid "rising from the ground, like a skyscraper." Sångerskan visar så småningom sitt kraftfulla tonomfång när ljudet av bakgrundssångare som andas och tungt slagverk fyller in i de mellanrum som lämnats av ett ensamt piano från i början av låten.". Idolator skrev: "Pianot och rösten som börjar i låten är sorgsen, och passar in i den dystra stämning som vi förutspådde från denna låt. Men det bygger ett mycket starkare och mer upptakt avslut, och skickar ett meddelande till Lovato’s fans att hen inte låter hens tidigare kamp hålla henom nere — eller stoppa henom från att ta hens karriär till en mer mogen och känslomässig riktning än vad vi har sett ännu från Disney-stjärnan."
I samband med releasen så har flera kändisar skrivit positiva kommentarer om sången via Twitter, inkluderande Katy Perry, Selena Gomez, Kelly Clarkson, Ashley Tisdale, Ariana Grande, Zendaya, Timbaland, Kim Kardashian, Abigail Breslin, Shailene Woodley, Eva Longoria, Pete Wentz, Lucy Hale, Brittany Snow och Jordin Sparks som även bidrog med bakgrundssång till sången.

## Musikvideo
Den officiella musikvideon hade premiär på E! News och E! Online onsdagen den 13 juli. En förhandstitt av musikvideon lades upp på Demi Lovato's officiella Youtube-konto den 11 juli 2011. Videon är regisserad av Mark Pellington.

## Topplistor
"Skyscraper" sålde 176,000 nedladdningar under första försäljningsveckan i USA och debuterade som #2 på Billboard Hot Digital Songs listan. Dessa försäljningar gav Lovato dessutom en placering som #10 på Billboard Hot 100, vilket utgjorde det till hens andra topp 10 singel efter "This is Me".
| Lista (2011)                    | Topplacering |
| ------------------------------- | ------------ |
| Australien (ARIA Charts)        | 45           |
| Kanada (Canadian Hot 100)       | 18           |
| Nya Zeeland (RIANZ)             | 9            |
| Slovakien (IFPI)                | 70           |
| USA (Billboard Hot 100)         | 10           |
| USA (Billboard Adult Pop Songs) | 31           |
| USA (Billboard Pop Songs)       | 33           |

## Utgivningshistorik
| Land        | Datum        | Format           |
| ----------- | ------------ | ---------------- |
| USA         | 12 juli 2011 | Digital download |
| Kanada      | 19 juli 2011 | Digital download |
| Mexiko      | 19 juli 2011 | Digital download |
| Australien  | 25 juli 2011 | Digital download |
| Nya Zeeland | 25 juli 2011 | Digital download |